# Anthony Franciosa
Anthony Franciosa (født Anthony George Papaleo; 25. oktober 1928, død 19. januar 2006), som blev kaldt Tony Franciosa gennem sin karriere, var en amerikansk film-, tv- og teaterskuespiller.
I fem år arbejdede han sig op fra de mindre roller off-Broadway til sin Broadway-debut i 1953. Hans succes i 1955 i skuespillet Narkomanen førte til en filmkontrakt i Hollywood. Han gav filmen succes og blev nomineret til en Oscar for bedste mandlige hovedrolle. Franciosa, der var meget intensiv i sine præstationer, havde derefter hovedroller i lang række af film.

## Privatliv
I årene 1957-1960 var han gift med skuespilleren Shelley Winters.

## Filmografi (udvalg)
- 1957 – This Could Be the Night
- 1957 – Narkomanen
- 1958 – Den lange varme sommer
- 1964 – Rio Conchos
- 1979 – Flammer over Caribien